# Медрешть
Медрешть, Медрешті (рум. Medrești) — село у повіті Алба в Румунії. Входить до складу комуни Соходол.
Село розташоване на відстані 320 км на північний захід від Бухареста, 54 км на північний захід від Алба-Юлії, 72 км на південний захід від Клуж-Напоки, 145 км на північний схід від Тімішоари.

## Населення
За даними перепису населення 2002 року у селі проживали 4 особи.